# ال پبو
ال پبو (به اسپانیایی: El Pobo) یک شهرستان در اسپانیا است که در استان تروئل واقع شده‌است.

## خصوصیات
ال پبو ۶۳ کیلومترمربع مساحت و ۱۳۷ نفر جمعیت دارد.